# Freatická erupce

Znázornění freatické erupce:
1. sloupec vodní páry,
2. sopouch,
3. vrstvy lávy a sopečného popela,
4. geologické vrstvy,
5. podzemní voda,
6. místo interakce vody a magmatu,
7. magmatický krb.

Freatická erupce je typ explozivního sopečného výbuchu, produkovaným rychlou expanzí horké páry. 

## Popis
Vzniká v podloží, kdy se zahřeje podzemní voda či sněhová pokrývka vlivem relativní blízkostí magmatu, nicméně bez přímého kontaktu s ním. Extrémní teplota (až 1 170 °C) způsobí téměř okamžité odpaření vody, což má za následek rapidní nárůst tlaku, jenž se uvolní v podobě výbuchu páry. K freatické činnosti může také dojít například v sopečným kráteru, pakliže je v něm přítomno kráterové jezero.
Samotný výbuch může taktéž obsahovat fragmenty hornin (nikoliv však lávy), přičemž jejich teplota může být různá. Spolu s freatomagmatickými erupcemi (vznikají přímým kontaktem vody a magmatu) patří do skupiny tzv. hydrovulkanických erupcí. V okamžiku, kdy vzniklý sopečný oblak zahrnuje větší množství pevného materiálu (sopečný popel, tefra atd.), tak se jedná o erupci freatomagmatickou. Občas vytvářejí široké krátery s nízkým reliéfem, zvané maary.
Freatické erupce jsou principem podobné hydrotermálním erupcím, přesto se od sebe liší způsobem vzniku. Hydrotermální erupce jsou důsledkem explozivní expanze hydrotermální vody do plynného skupenství, ale bez jakékoliv přítomnosti magmatu či změn v hlouběji umístěném magmatickém systému. Načež freatické erupce jsou naopak podmíněny blízkou přítomností magmatu.
Ačkoliv jsou freatické erupce způsobovány roztažností páry a nikoliv plynem nasyceného magmatu, jsou vulkanology přesto označovány jako erupce sopky, neboť i při nich se může na povrch dostávat nová hornina. Výbuchy mohou být doprovázeny také emisemi oxidu uhličitého nebo sirovodíku. Oxid uhličitý vlivem své vyšší hustoty vytlačuje vzduch a tvoří u povrchu země nedýchatelnou vrstvu, kdežto jedovatý sirovodík působí přímou otravu. Právě jedovaté plyny, během freatických erupcí roku 1979, zabily na Jávě celkem 149 lidí.
K poslední větší freatické erupci, jež získala značný mediální prostor, došlo 9. prosince 2019 na neobydleném sopečném ostrůvku White Island, vzdáleným zhruba 48 km od pobřeží Nového Zélandu. Ačkoliv kvůli zvýšené aktivitě platil druhý varovný stupeň a nedoporučovalo se na ostrov vůbec vstupovat, tak ho přesto navštívila skupina 47 turistů, z nichž se někteří vydali až do samotného kráteru. Hydrotermální výbuch o síle VEI 2 nastal zcela bez varování a prakticky okamžitě. Vlivem exploze, přehřátého plynu a fragmentů vystřelených hornin zemřelo 21 lidí a 26 se jich zranilo.

### Příklady
- Surtsey – Island (1963–65)
- Soufrière – Guadeloupe (1975–1976)
- Taal – Filipíny (1977, 2020)
- Mount St. Helens – USA (1980)
- Tarumae – Japonsko (1982)
- Soufrière Hills – Montserrat (1995–2012)
- Mayon – Filipíny (2013)
- Ontake – Japonsko (2014)
- Whakaari – Nový Zéland
- Poás – Kostarika
- Bulusan – Filipíny

## Galerie

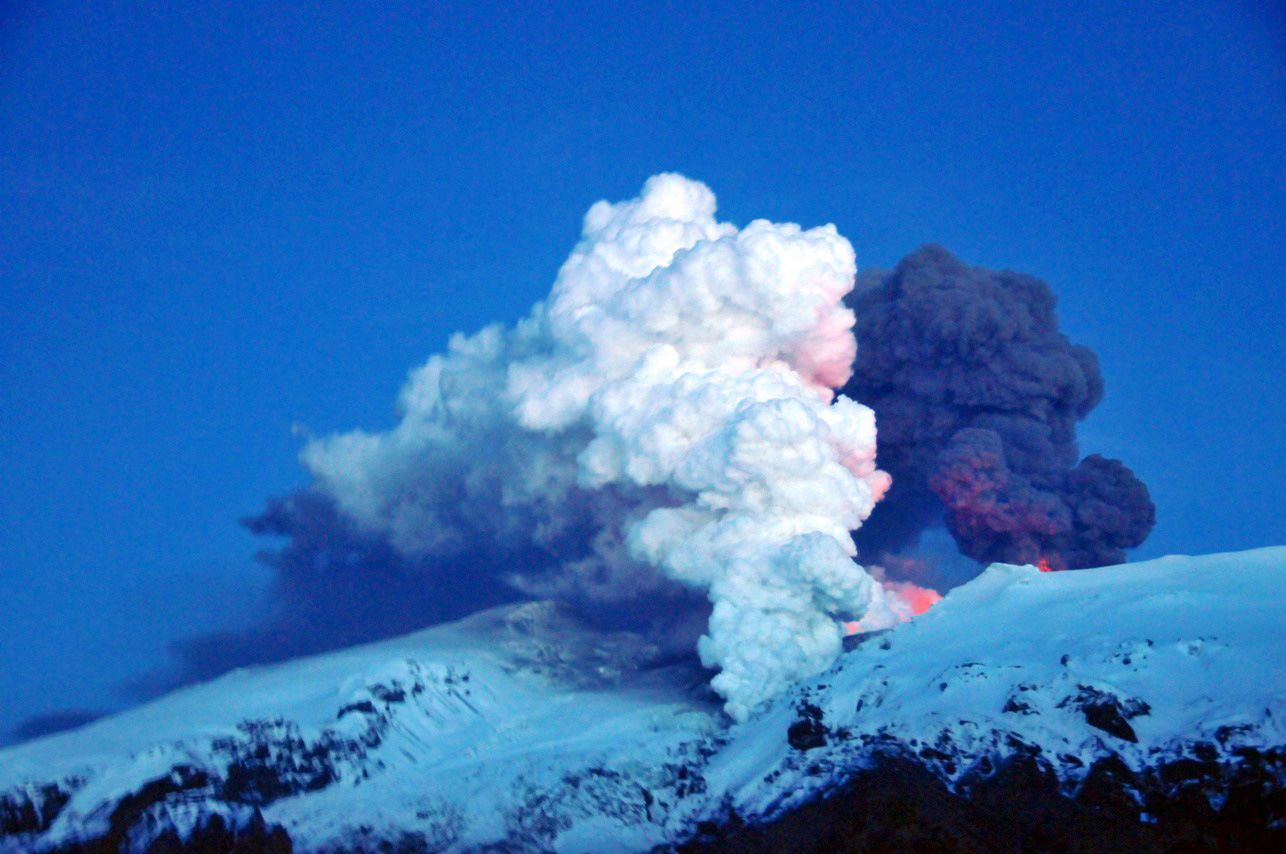
Pohled na islandský vulkán Eyjafjallajökull, během erupce roku 2010.
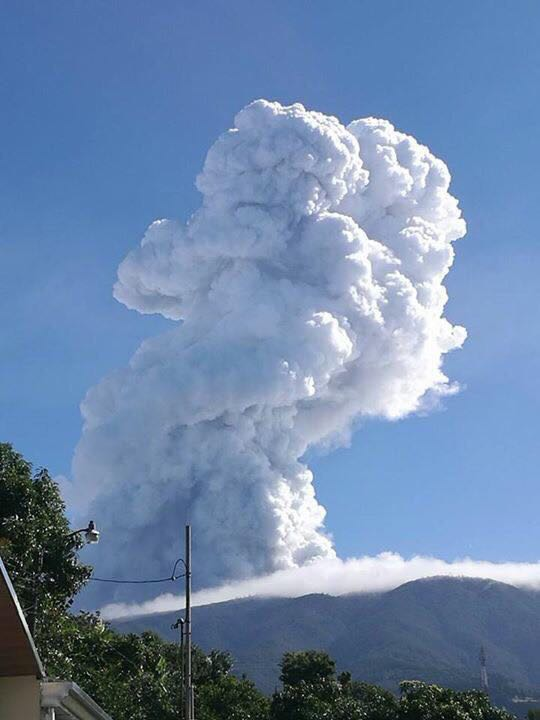
Oblak páry sopky Poás v Kostarice 12. dubna 2017.